# 3-ميثوكسي التيرامين
3-ميثوكسي التيرامين هو مركب كيميائي عضوي من الفينيثيلامينات وينتمي إلى مجموعة الأمينات النزرة، وهو مستقلب للناقل العصبي دوبامين؛ وذلك عن طريق إضافة مجموعة ميثيل إلى الدوبامين بواسطة الإنزيم ناقلة ميثيل-O كاتيكول COMT. وجد أن 3-ميثوكسي التيرامين يعمل مناهضاً للجين TAAR1 في الجسم.
عثر على المركب في بعض أنواع الصبير؛ وهو منتشر عموماً في الصباريات.